# Siekierczyna (powiat tarnowski)
Siekierczyna – wieś w Polsce, położona w województwie małopolskim, w powiecie tarnowskim, w gminie Ciężkowice.

## Położenie
Siekierczyna znajduje się w dolinie potoku Siekierczanka na Pogórzu Rożnowskim będącym częścią Pogórza Środkowobeskidzkiego. W porośniętych lasem wzgórzach otaczających wieś znajdują się zbudowane z piaskowca skały ostańcowe. Największe z nich to Skałki Siekierczyńskie i skała Wieprzek, obok której prowadzi szlak turystyczny.
| SIMC    | Nazwa        | Rodzaj    |
| ------- | ------------ | --------- |
| 0815788 | Góra-Wieś    | część wsi |
| 0815794 | Lampówki     | część wsi |
| 0815802 | Na Folwarku  | część wsi |
| 0815819 | Na Pańskim   | część wsi |
| 0815825 | Olechówka    | część wsi |
| 0815831 | Podcisowiec  | część wsi |
| 0815848 | Podlas Dolny | część wsi |
| 0815854 | Podlas Górny | część wsi |
| 0815860 | Wolackie     | część wsi |
| 0815877 | Za Rolą      | część wsi |

W latach 1975–1998 miejscowość należała administracyjnie do województwa tarnowskiego.

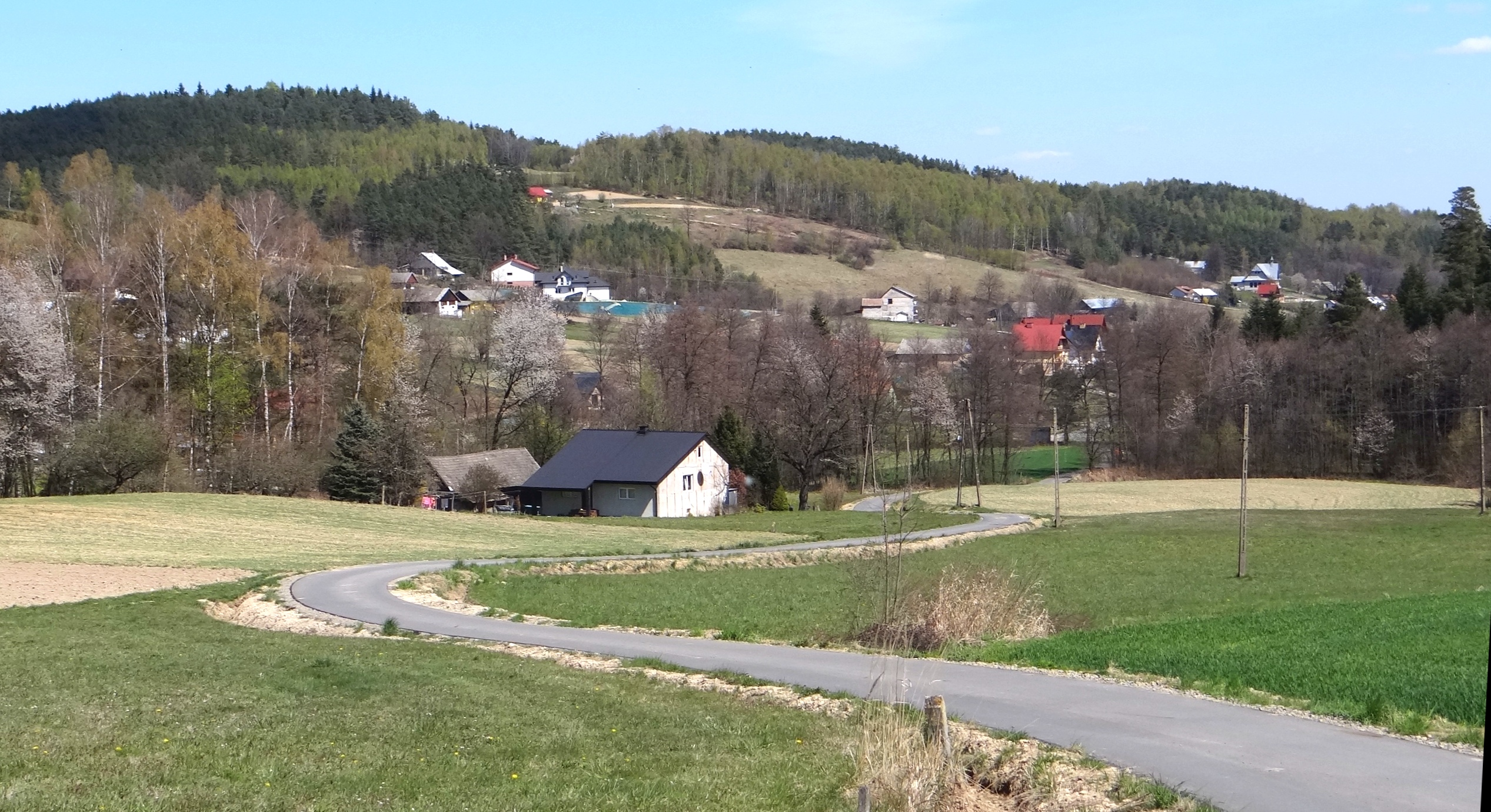
Fragment wsi